# Университет штата Миссисипи имени Алкорна
Университет штата Миссисипи имени Алкорна, Государственный университет Алкорна (англ. Alcorn State University) — исторически чёрный (негритянский) университет США. Ныне небольшой провинциальный ВУЗ в лесистой местности на юго-западе штата Миссисипи, примерно в десяти километрах северо-западнее от невключённой территории Лорман (Миссисипи). Численность студентов — около 3500, из них афроамериканцы составляют около 90 %. Финансируется из бюджета штата. Имеет филиалы в соседних городах Натчезе и Виксберге, каждый из которых удалён от основного кампуса на 50 километров.

## История
Основан в 1830 году под названием Оукленд Колледж. В условиях типичной для довоенного юга расовой и половой сегрегации, колледж был предназначен исключительно для обучения белых юношей. В ходе Гражданской Войны между севером и югом большинство из них было призвано в армию для участия в военных событиях. Многие погибли или же поменяли место жительства из-за крайнего разорения юга, а потому после окончания войны в округе практически не осталось белых мальчиков студенческого возраста. Поэтому в ходе так называемой реконструкции юга, правительство передало пять старинных зданий колледжа, возведённых неграми-рабами, а также ряд прилежащих земель чернокожей интеллигенции для образования института для чёрных в 1871 году; в том же году вуз был переименован в Государственный университет Алкорна (англ. Alcorn State University), в честь Джеймса Алкорна, губернатора штата  . Приём белых студентов начался с 1960-х годов, хотя их количество по-прежнему незначительно. За 1998—2009 годы в университете обучалось в общей сложности около 70 студентов из России и стран СНГ. Ныне университет расположен вблизи невключённой территории Лормен, в юго-западной части штата Миссисипи недалеко от исторического пути Натчез Трейс в 5 километрах от реки Миссисипи и границы со штатом Луизиана.

## Структура
- Школа сельского хозяйства, исследования, консультативных и прикладных наук
- Школа искусств и наук
- Школа бизнеса
- Школа педагогики и психологии
- Школа медицинских сестёр

## Известные выпускники
См.: Категория:Выпускники Университета штата Миссисипи имени Алкорна